# Олбані (Іллінойс)
Олбані (англ. Albany) — селище (англ. village) в США, в окрузі Вайтсайд штату Іллінойс. Населення — 864 особи (2020).

## Географія
Олбані розташоване за координатами 41°47′10″ пн. ш. 90°13′0″ зх. д. / 41.78611° пн. ш. 90.21667° зх. д. (41.786096, -90.216618).  За даними Бюро перепису населення США в 2010 році селище мало площу 2,78 км², уся площа — суходіл.

## Демографія
Згідно з переписом 2010 року, у селищі мешкала 891 особа в 383 домогосподарствах у складі 257 родин. Густота населення становила 321 особа/км².  Було 417 помешкань (150/км²).
Расовий склад населення:
| - 98,3 % — білих - 0,3 % — азіатів - 0,2 % — корінних американців - 0,1 % — чорних або афроамериканців |

До двох чи більше рас належало 0,4 %. Частка іспаномовних становила 2,2 % від усіх жителів.
За віковим діапазоном населення розподілялося таким чином: 21,0 % — особи молодші 18 років, 61,0 % — особи у віці 18—64 років, 18,0 % — особи у віці 65 років та старші. Медіана віку мешканця становила 42,7 року. На 100 осіб жіночої статі у селищі припадало 98,4 чоловіків;  на 100 жінок у віці від 18 років та старших — 98,3 чоловіків також старших 18 років.
Середній дохід на одне домашнє господарство  становив 62 398 доларів США (медіана — 43 750), а середній дохід на одну сім'ю — 72 472 долари (медіана — 65 625). Медіана доходів становила 49 375 доларів для чоловіків та 27 813 долари для жінок. За межею бідності перебувало 9,8 % осіб, у тому числі 5,6 % дітей у віці до 18 років та 9,5 % осіб у віці 65 років та старших.
Цивільне працевлаштоване населення становило 458 осіб. Основні галузі зайнятості: освіта, охорона здоров'я та соціальна допомога — 21,2 %, виробництво — 18,8 %, роздрібна торгівля — 15,3 %.